# Mad'House
Mad'House was een popgroep/project, alleen gemaakt om nummers van Madonna te coveren. De groep werd opgericht door de Franse producers M Bambi Mukendi en Stéphane Durand, samen met de Nederlands-Turkse zangeres Buse Unlu. De naam Mad'House is een combinatie van de naam Madonna en het muziekgenre house.

## Geschiedenis
Hun eerste single, een cover van Like a Prayer, werd een nummer 1-hit in Duitsland en Nederland. Dit in tegenstelling tot het origineel, dat in 1989 op twee bleef steken. Like a Prayer werd gevolgd door Absolutely Mad, een album met daarop 14 remakes van Madonna-nummers.
De band heeft na het succes van de eerste single geen nummer 1-hits meer in Nederland gehad maar ging nog wel jaren op tournee door heel Europa en daarbuiten.

### Onderweg naar Morgen
Begin 2007 werd zangeres Buse door Harry Klooster Casting uitgenodigd om auditie te doen voor Onderweg naar Morgen. Zij werd aangenomen voor de rol van een nieuwe personage in de serie: Esra Karandeniz. In deze rol was zij een jaar te zien.

## Discografie

### Albums
| Album met eventuele hitnotering(en) in de Nederlandse Album Top 100 | Datum van verschijnen | Datum van binnenkomst | Hoogste positie | Aantal weken | Opmerkingen |
| ------------------------------------------------------------------- | --------------------- | --------------------- | --------------- | ------------ | ----------- |
| Absolutely mad                                                      | 2002                  | 13-07-2002            | 54              | 5            |             |

### Singles
| Single met eventuele hitnotering(en) in de Nederlandse Top 40 | Datum van verschijnen | Datum van binnenkomst | Hoogste positie | Aantal weken | Opmerkingen             |
| ------------------------------------------------------------- | --------------------- | --------------------- | --------------- | ------------ | ----------------------- |
| Like a prayer                                                 | 2002                  | 16-03-2002            | 1(2wk)          | 12           | Dancesmash op Radio 538 |
| Holiday                                                       | 2002                  | 15-06-2002            | 12              | 5            | Dancesmash op Radio 538 |
| Like a virgin                                                 | 2002                  | 14-09-2002            | tip12           | -            |                         |